# Diocesi di Jinotega
La diocesi di Jinotega (in latino: Dioecesis Xinotegana) è una sede della Chiesa cattolica in Nicaragua suffraganea dell'arcidiocesi di Managua. Nel 2021 contava 319.750 battezzati su 472.000 abitanti. È retta dal vescovo Carlos Enrique Herrera Gutiérrez, O.F.M.

## Territorio
La diocesi comprende il dipartimento di Jinotega nella parte settentrionale del Nicaragua.
Sede vescovile è la città di Jinotega, dove si trova la cattedrale di San Giovanni Battista.
Il territorio si estende su una superficie di 9.755 km² ed è suddiviso in 32 parrocchie.

## Storia
La prelatura territoriale di Jinotega fu eretta il 18 giugno 1982 con la bolla Libenti quidem animo di papa Giovanni Paolo II, ricavandone il territorio dalla diocesi di Matagalpa.
Il 30 aprile 1991 è stata elevata a diocesi con la bolla Quod Praelatura Xinotegana dello stesso papa Giovanni Paolo II.

## Cronotassi dei vescovi
Si omettono i periodi di sede vacante non superiori ai 2 anni o non storicamente accertati.
- Pedro Lisímaco de Jesús Vílchez Vílchez † (18 giugno 1982 - 10 maggio 2005 ritirato)
- Carlos Enrique Herrera Gutiérrez, O.F.M., dal 10 maggio 2005

## Statistiche
La diocesi nel 2021 su una popolazione di 472.000 persone contava 319.750 battezzati, corrispondenti al 67,7% del totale.
| anno | popolazione | popolazione | popolazione | presbiteri | presbiteri | presbiteri | presbiteri                | diaconi | religiosi | religiosi | parrocchie |
| anno | battezzati  | totale      | %           | numero     | secolari   | regolari   | battezzati per presbitero | diaconi | uomini    | donne     | parrocchie |
| ---- | ----------- | ----------- | ----------- | ---------- | ---------- | ---------- | ------------------------- | ------- | --------- | --------- | ---------- |
| 1990 | 190.150     | 230.000     | 82,7        | 12         | 10         | 2          | 15.845                    |         | 2         | 11        | 10         |
| 1999 | 211.000     | 275.000     | 76,7        | 16         | 14         | 2          | 13.187                    |         | 5         | 31        | 13         |
| 2000 | 215.000     | 285.000     | 75,4        | 18         | 15         | 3          | 11.944                    |         | 4         | 33        | 14         |
| 2001 | 210.000     | 290.000     | 72,4        | 15         | 12         | 3          | 14.000                    |         | 4         | 31        | 11         |
| 2002 | 205.000     | 295.000     | 69,5        | 18         | 15         | 3          | 11.388                    |         | 3         | 33        | 11         |
| 2003 | 254.985     | 326.985     | 78,0        | 21         | 18         | 3          | 12.142                    |         | 6         | 39        | 11         |
| 2004 | 263.000     | 354.015     | 74,3        | 23         | 20         | 3          | 11.434                    |         | 5         | 33        | 11         |
| 2013 | 322.000     | 333.000     | 96,7        | 29         | 24         | 5          | 11.103                    |         | 8         | 26        | 24         |
| 2016 | 331.440     | 343.566     | 96,5        | 30         | 25         | 5          | 11.048                    |         | 10        | 20        | 14         |
| 2019 | 311.225     | 462.396     | 67,3        | 37         | 30         | 7          | 8.411                     |         | 8         | 21        | 16         |
| 2021 | 319.750     | 472.000     | 67,7        | 29         | 24         | 5          | 11.025                    |         | 6         | 23        | 32         |